# Toujibides

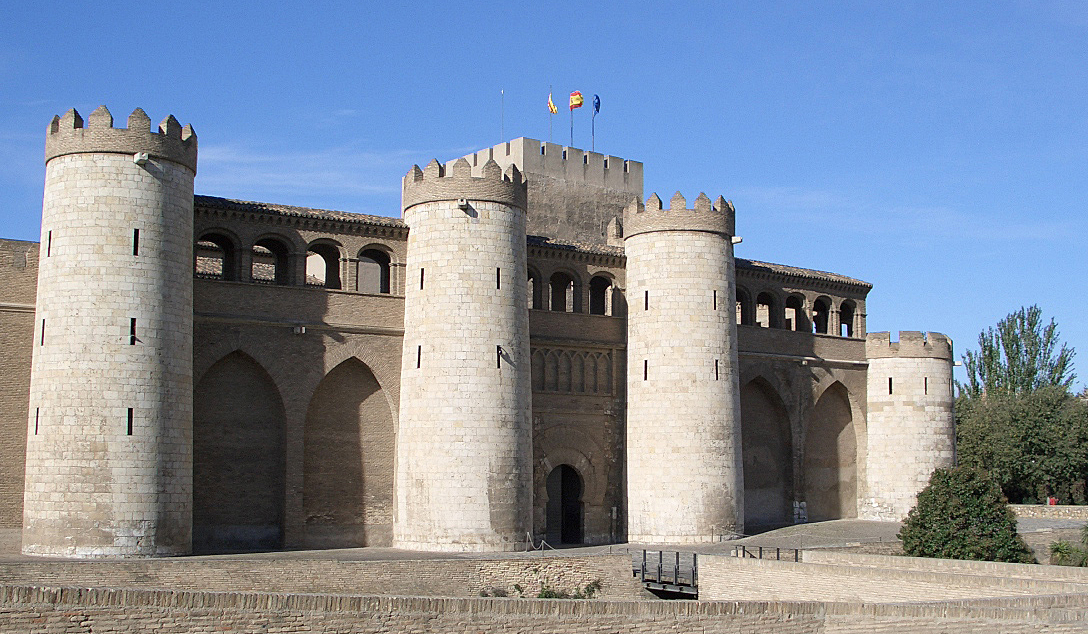
Le royaume des Toujibides

Les Toujibides, Banu Toujibi ou Banu Tujib (بنو تجيب) était une dynastie de l'Al-Andalus qui a régné sur la Taïfa de Saragosse de 1018 à 1039.
Les Toujibides sont à l'origine une famille arabe d'origine yéménite, ayant immigré dans la péninsule Ibérique au VIIIe siècle au temps des grandes conquêtes musulmanes.
Cette famille influente qui joua un grand rôle dans la vie politique d'al-Andalus appartenait à l'aristocratie musulmane.
Le fief de la famille se trouvait dans la vallée de l'Ebre et plus particulièrement dans la ville de Daroca. C'est à partir de cette ville qu'ils propagent leur influence, jusqu'à Calatayud.
Ils ont été les vassaux du califat Omeyyade de Cordoue qui les avait aidés dans leur lutte contre les Banu Qasi, une famille musulmane d'origine wisigothe. 
Ils conquirent leur indépendance à l'époque des Taïfas, mais la perdirent vite au profit des Houdides.
C'est la branche des Banu Hachim qui a exercé pour la première fois son pouvoir politique.
Le premier gouverneur Toujibide de la Taïfa de Saragosse a été Mohammed al-Anqar qui a été désigné en 890 et a quitté son poste en 925. Lui ont succédé Hachim ibn Toujibi (925-930), Mohammed ibn Hachim (930-950), Yahia ibn Mohammed (950-975), Abderrahman ibn Mohammed al-Toujibi (975-989) et Abderrahman ibn Yahya (989-?)
L'autre branche, celle des Sumadih, réussit à prendre le pouvoir dans la première moitié du XIe siècle sur la Taïfa d'Almeria, où leur dynastie règne jusqu'à l'arrivée des Almoravides en 1091.
Le membre le plus célèbre de la dynastie est le prince al-Mutasim qui a été contraint par les Almoravides de se retirer de la ville de Béjaïa.

## Source
- Dictionnaire historique de l'islam, de Janine Sourdel et Dominique Sourdel, édition PUF.

- (es) Cet article est partiellement ou en totalité issu de l’article de Wikipédia en espagnol intitulé « Banu Tuyibí » (voir la liste des auteurs).